# Hey Arnold!
Hei Arnold! (engleză Hey Arnold!) este un serial de televiziune american de animație creat de Craig Bartlett care a fost difuzat pe Nickelodeon în perioada 7 octombrie 1996 - 8 iunie 2004. Serialul se concentrează pe un al patrulea elev, numit Arnold, care locuiește împreună cu bunicii săi într-o pensiune din centrul orașului. Episoadele se concentrează pe experiențele sale de navigare în viața mare a orașului în timp ce se ocupă de problemele cu care el și prietenii săi se întâlnesc.

## Film

### Hey Arnold: Filmul Junglei
Într-un interviu acordat lui Arun Mehta, Craig Bartlett a anunțat că lucrează împreună cu Nickelodeon la un revival pentru Hey Arnold!. În septembrie 2015, președintele Nickelodeon, Russell Hicks, a anunțat că compania are în vedere revivaluri pentru o serie de spectacole mai vechi, inclusiv Hey Arnold!. Potrivit unui anunț al lui The Independent, un revival pentru Hey Arnold! este "foarte mult pe carduri". Pe 23 noiembrie 2015, Nickelodeon a anunțat că un film TV se află în producție și se va ridica exact acolo unde seria a rămas. Filmul va răspunde, de asemenea, la întrebări fără răspuns cu privire la soarta părinților lui Arnold. La 1 martie 2016, a fost anunțat că filmul TV, Filmul Junglei, va fi împărțit în două părți și va fi difuzat în 2017. Pe 6 martie 2016, actrita vocală Nika Futterman a confirmat pe Twitter că ea și personajul ei Olga Pataki ar apărea în filmul de două ore. În iunie 2016, s-a confirmat că filmul TV va fi intitulat Filmul Junglei, iar 19 dintre actorii vocali originali din serie vor interpreta vocea personajelor în film. Noii membri ai casting-ului au inclus Mason Vale Cotton ca Arnold; Benjamin "Lil" P-Nut "Flores ca Gerald; Gavin Lewis în rolul lui Eugene; Jet Jurgensmeyer ca Stinky; Aiden Lewandowski ca Sid; Laya Hayes ca Nadine; Nicolas Cantu ca Curly; Wally Wingertas Oskar; Stephen Stanton în calitate de porumbel; și Alfred Molina în calitate de personaj negativ Lasombra.